# 曽根健孝
曽根 健孝（そね けんこう、1965年〈昭和40年〉8月11日 - ）は、日本の外交官。在ロサンゼルス日本国総領事。
天理高等学校卒。一橋大学法学部卒（平成元年3月）、ウェズリアン大学卒（平成4年）、B.A. in Government。北海道当麻町出身。

## 略歴
- 1989年（平成元年）4月　外務省入省[4]
- 2008年（平成20年）8月　経済局政策課経済協力開発機構室長[4]
- 2009年（平成21年）7月　経済局国際経済課経済協力開発機構室長[4]
- 2010年（平成22年）3月　経済局国際経済課長[4]
- 2011年（平成23年）7月　在アメリカ合衆国日本国大使館参事官[4]
- 2013年（平成25年）8月　大臣官房[4]
  - 9月　北米局北米第一課長[4]
- 2014年（平成26年）7月　大臣官房 兼内閣事務官 内閣官房内閣参事官（内閣広報室国際広報室長） 内閣副広報官 兼内閣官房副長官補付[4]
- 2016年（平成28年）7月　在インド日本国大使館公使[4]
- 2019年（令和元年）9月　大臣官房参事官兼経済局[4]
- 2020年（令和2年）1月　大臣官房参事官（報道・広報・文化交流担当）兼経済局[4]
  - 4月　大臣官房参事官兼経済局[4]
  - 7月　大臣官房参事官兼アジア大洋州局、アジア大洋州局南部アジア部、経済局[4]
  - 8月　大臣官房審議官兼アジア大洋州局、アジア大洋州局南部アジア部、経済局[4]
  - 10月　大臣官房審議官兼アジア大洋州局、アジア大洋州局南部アジア部[4]
- 2021年（令和3年）4月　兼アジア大洋州局（第9回太平洋・島サミット準備事務局長）（～令和3年7月）[4]
  - 6月　大臣官房国際文化交流審議官[4]、内閣官房内閣審議官（内閣官房副長官補付）、内閣官房まち・ひと・しごと創生本部事務局次長[5]、内閣府地方創生推進事務局審議官、内閣府地方創生推進室次長[6]
  - 7月　大臣官房国際文化交流審議官（大使）[4]
  - 11月　国際連合教育科学文化機関総会日本政府代表代理[7]
- 2022年（令和4年）7月　在ロサンゼルス総領事[4]

## 同期
- 相航一（23年アメリカ特命全権公使・21年アメリカ公使）
- 赤堀毅（24年外務審議官（経済担当）・22年地球規模課題審議官）
- 赤松秀一（21年上海総領事）
- 安藤俊英（24年中東アフリカ局長・22年領事局長）
- 市川恵一（23年内閣官房副長官補・22年総合外交政策局長・20年北米局長）
- 岡井朝子（23年バーレーン大使・18年国連事務次長補）
- 加納雄大（23年ユネスコ大使・22年内閣府国際平和協力本部事務局長・21年南部アジア部長）
- 城内実（14年外務副大臣・03年衆議院議員）
- 齋田伸一（23年国際平和協力本部事務局長・22年アフリカ部長・20年アメリカ公使・16年エチオピア大使）
- 志水史雄（22年大臣官房長・20年中華人民共和国公使、18年アフリカ連合代表部大使）
- 田村政美（23年外務省研修所長・20年インドネシア公使）
- 浜田隆（23年瀋陽総領事・21年内閣情報調査室内閣審議官兼国際テロ情報集約室次長）
- 中込正志（22年欧州局長・21年内閣総理大臣秘書官）
- 長岡寛介（24年チェコ大使・21年中東アフリカ局長・19年大臣官房審議官）
- 鯰博行（25年外務審議官（政務担当）・23年アジア大洋州局長・22年経済局長・21年国際法局長）
- 星野芳隆（23年エルサルバドル大使・21年スポーツ庁審議官）
- 松永健（23年トロント総領事）
- 山本恭司（19年フィリピン公使）
- 米谷光司（21年アフリカ部長・17年ジブチ大使）